# David Hennebelle
 (octobre 2019).
Pour les articles homonymes, voir Hennebelle.
David Hennebelle, né en 1971 à Lille, est un écrivain français.

## Biographie
Professeur agrégé et docteur en histoire, il s'est d'abord consacré à la recherche historique. Ses travaux ont porté sur l'histoire sociale et culturelle de la musique en Europe au XVIIIe siècle. En 2009, il met au jour un document inédit sur le séjour versaillais des Mozart de 1763-1764 (Revue de musicologie, 2009, 95/1, p. 195-196).
En 2018, il décide de mettre un terme à ses activités de recherche historique pour se consacrer pleinement à la littérature. Son roman Mourir n'est pas de mise est lauréat 2018 du prix littéraire Georges Brassens. 
Ses romans peuvent s'apparenter à des récits de vies oniriques, relevant davantage d'une littérature du réel. L'écriture est envisagée comme une lutte, un dépassement de soi. Les vies ne sont pas vues comme des fils continus, mais comme une succession de fragments, de moments saillants entourés de silences.

## Œuvres

### Romans
- Mourir n'est pas de mise (Vies oniriques I), Autrement, 2018. Prix Georges Brassens.
- Je marcherai d'un cœur parfait (Vies oniriques II), Autrement, 2020.
- Vers la flamme (Vies oniriques III), Arléa, 2023.

### Essais historiques
- De Lully à Mozart : aristocratie, musique et musiciens à Paris (XVIIe- XVIIIe siècles), Champ Vallon, 2009.
- Les Concerts de la Reine (1725-1768), collection Symétrie Recherche, série Histoire du concert, Lyon : Symétrie, 2015, 352 p.